# Lassina Diabaté
Pour les articles homonymes, voir Diabaté.
Lassina Diabaté est un footballeur international ivoirien, né le 16 septembre 1974 à Bouaké (Côte d'Ivoire).

## Biographie
Arrivé en France à l'âge de 16 ans, il intègre le centre de formation de l'Olympique d'Alès où il rejoint son cousin, Moussa Traoré, ancien attaquant de US Créteil-Lusitanos notamment.
Il débute en Nationale 3 avec l'Olympique d'Alès en 1992. En 1993, il signe au FC Bourges, alors en Division 2. Le club est relégué en National pour la saison suivante.
En 1995, il est recruté par le Perpignan FC qui monte en Division 2. Il y joue deux saisons mais le club est rétrogradé administrativement par la DNCG. Il signe alors au Girondins de Bordeaux où il débute en D1. Il est alors, en cette saison 1997-98, sélectionné en Côte d'Ivoire.
Le 8 février 1998, il marque son seul but en sélection lors de la CAN 1998 contre la Namibie (victoire 4-3). Sa sélection est éliminée en quarts de finale par l'Égypte aux tirs au but (0-0 puis 4-5 aux TAB).
Il a été un des piliers de l'équipe des Girondins de Bordeaux championne de France durant la saison 1998/1999 sous les ordres d'Élie Baup. Ce joueur est un milieu défensif infatigable qui récupère de nombreux ballons et les bonifie. Il est gaucher et peut également évoluer en défense centrale ou à gauche. Sa frappe du gauche est terrible. Il marqua un but magnifique contre Lyon en 1999 mais reste un buteur très occasionnel. 
En fin de contrat en 2001, il signe à l'AJ Auxerre. La saison est excellente et le club termine 3e de Ligue 1 derrière l'Olympique lyonnais et le RC Lens. En 2002, il signe à Portsmouth et débute en Premier League le 5 octobre 2002 contre Rotherham United (victoire 3-2). Il joue 26 matchs de championnat et est champion de Championship (D2). Après quelques mois sans club, il joue 6 mois à l'AC Ajaccio qu'il aide à maintenir en Ligue 1 (15e place).
Il s'engage lors de la saison 2004-2005 avec Saint-Trond VV. Il joue une vingtaine de matchs et aide le club à se maintenir en Jupiler League (14e). En fin de contrat, les dirigeants ne lui proposent pas de nouveau contrat et il passe alors par une période de chômage.
Début 2006, il est transféré au FC Lausanne-Sport, club au passé prestigieux, en deuxième division helvétique à cause de la faillite du club en 2003. Il réalise une bonne demie saison, malheureusement le club termine 3e et ne monte pas en Super League (D1).
Début 2007, Diabaté signe à l'AS Cannes jusqu'en fin de saison mais son contrat n'est pas homologué par la fédération.
Le 31 janvier 2007, il signe au CS Louhans-Cuiseaux, club de National. Entraîné par Stéphane Crucet, le club est alors relégable mais son arrivée stabilise la défense et le club se maintient. Il arrête sa carrière en 2009.
Président fondateur du réseau Premium Club d'Affaires, il est manager général du Saint Médard Football Club.

## Palmarès
- Championnat de France :
  - Champion en 1999 (Bordeaux)

- Trophée des champions
  - Finaliste en 1999 (Bordeaux)

- Championnat d'Angleterre de D2
  - Champion en 2003 (Portsmouth)

- Coupe d'Afrique des nations :
  - Quart de finaliste en 1998